# Rollainville
Rollainville is een plaats en voormalige gemeente in het Franse departement Vosges in de regio Grand Est en telde 306 inwoners op 1 januari 2022. De plaats maakt deel uit van het arrondissement Neufchâteau.

## Geschiedenis
Rollainville is op 1 januari 2025 aangehecht aan de gemeente Neufchâteau.. De plaats kreeg daarbij de status van commune déléguée van Neufchâteau.

## Geografie
De oppervlakte van Rollainville bedraagt 8,0 km², de bevolkingsdichtheid is 40,8 inwoners per km².

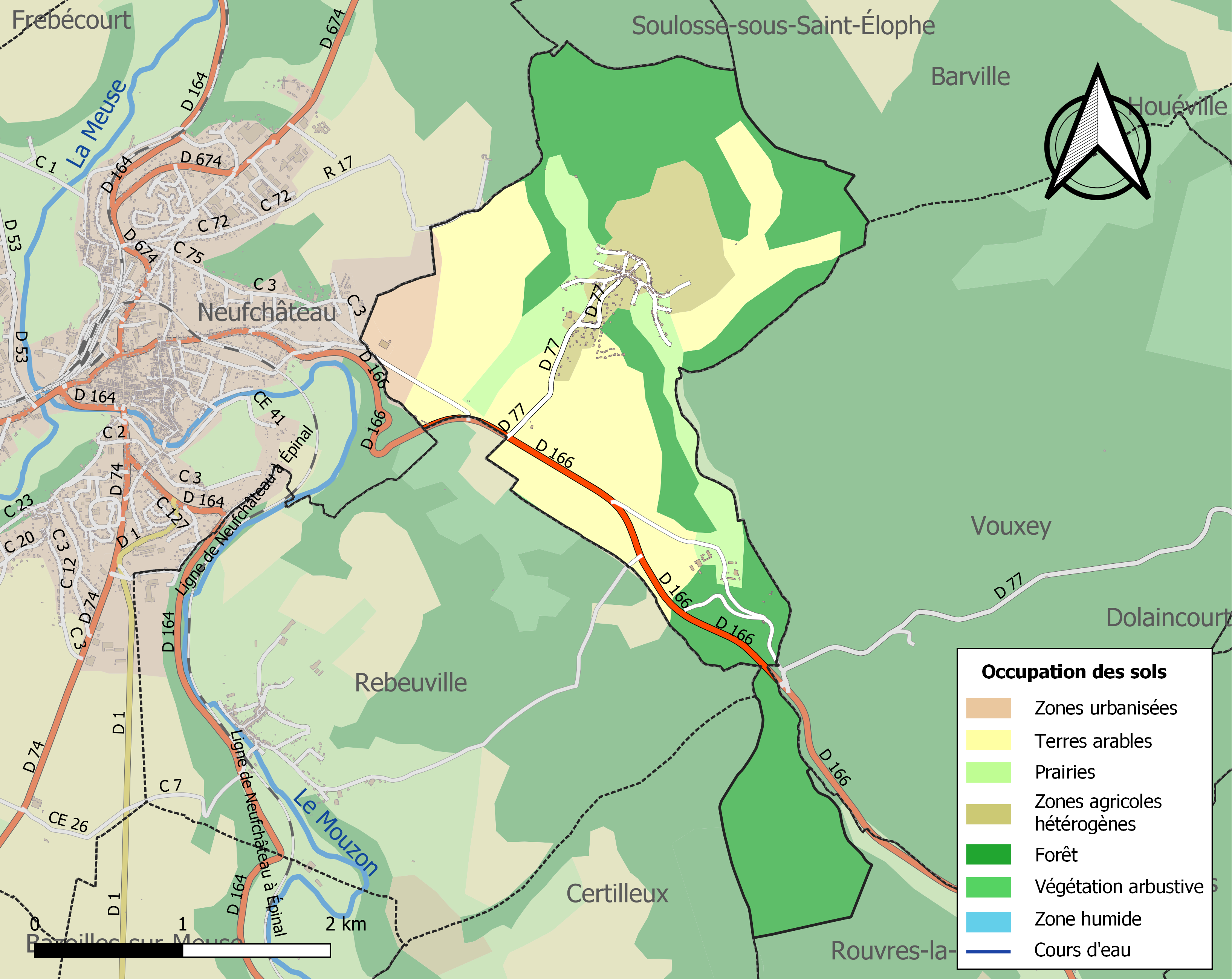
Kaart van de belangrijkste infrastructuur, bodemgebruik en omliggende gemeenten

## Demografie
Onderstaande figuur toont het verloop van het inwonertal.